# 大国正巳
大国 正巳（おおぐに まさみ、1927年2月20日 - ）は、日本の経営者。山陽電気鉄道社長、会長を務めた。

## 来歴・人物
兵庫県出身。1950年に関西大学法学部を卒業し、同年に山陽電気鉄道に入社した。1981年6月に取締役に就任し、1984年6月に常務、1987年6月に専務、1990年6月に副社長を経て、1992年6月に社長に就任。社長在任時には、1995年の阪神・淡路大震災の際には、鉄道の復旧の指揮を執り、阪神電気鉄道との直通特急を実現させた。1999年6月に会長に就任し、2001年6月には相談役に就任。
1996年4月に藍綬褒章を受章し、2001年11月に勲三等瑞宝章を受章。